# Catastrofe (drammaturgia)
La catastrofe  (dal greco καταστροϕή, 'rivolgimento, rovesciamento', derivato di καταστρέϕω, 'capovolgere', tramite il tardo latino catastrŏpha, catastrŏphe), nella drammaturgia, è la parte finale e risolutiva della trama e delle vicende dei personaggi.

## Etimologia
Il termine viene dal greco antico καταστροφή, composto di katá ("giù, in basso") e stréphein ("girare, voltare"), con il significato di "rivolgimento, risoluzione finale", ed è strettamente legato alla tragedia greca classica, come pure alla commedia antica e al teatro dell'antichità.

## Descrizione
La catastrofe è l'ultima delle quattro parti in cui si considerava suddivisa la trama di una tragedia o di una commedia ben composta. Segue la protasi, l'epitasi e la catastasi. La catastrofe è quella vicenda conclusiva che chiude la peripezia del personaggio principale, scioglie i nodi, i conflitti e gli equivoci creati dalla trama, spesso con la rivelazione (αναγνώρισις, anagnòrisis) di un fatto ignoto ai personaggi o al pubblico, producendo la catarsi.
Tale quadripartizione fu teorizzata in questi termini da Giulio Cesare Scaligero nel primo dei suoi Poetices libri, pubblicati postumi nel 1561.